# Quattro Mari
I Quattro Mari (cinese: Sìhǎi) erano quattro distese d'acqua che costituivano simbolicamente i confini dell'antica Cina. Veniva indicato un mare per ogni punto cardinale: il Mare dell’Est (Tung-hai), il Mare del Sud (Nan-hai), il Mare del Nord (Pei-hai) e il Mare dell’Ovest (Hsi-hai). Soltanto i primi due avevano una reale caratterizzazione geografica, trattandosi del Mar Cinese Orientale e del Mar Cinese Meridionale. Gli altri due, invece, avevano più che altro un valore simbolico e nel tempo coincisero con mari e laghi differenti. Nell'antica letteratura cinese la Cina è stata più volte chiamata "la terra all'interno dei Quattro Mari". 

## Storia

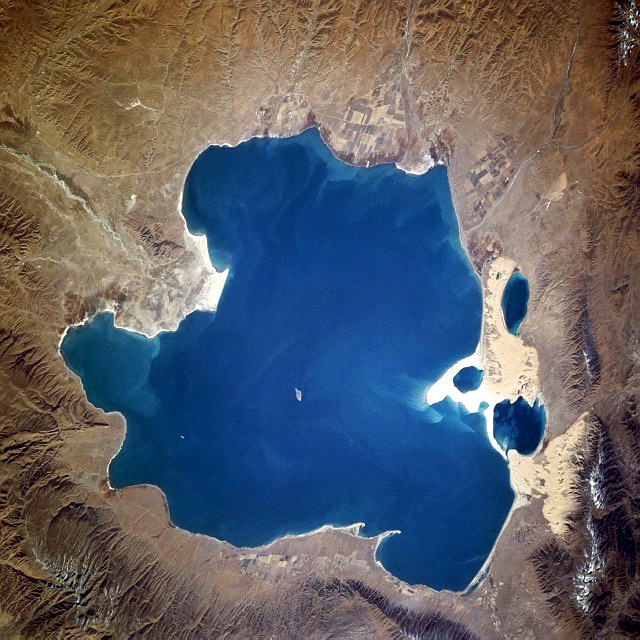
Lago Qinghai, Mare dell'Ovest

I Quattro Mari, prima della dinastia Han, avevano più che altro una funzione simbolica. Solo due di essi, infatti, erano legati a dei luoghi reali: il Mare dell'Est e il Mare del Sud, che erano rispettivamente il Mar Cinese Orientale e il Mar Cinese Meridionale.  
Durante la dinastia Han, le guerre contro gli Xiongnu fecero espandere l'impero verso nord, fino al lago Baikal. Quando giunsero di fronte a questo "enorme mare" (Han-hai), lo identificarono con il mitico Pei-hai, il Mare del Nord. Successivamente, durante la grande espansione verso occidente (120-30 a.C. circa) incontrarono diversi "grandi mari", che man mano vennero identificati con lo Hsi-hai, il Mare dell'Ovest: si tratta del lago Qinghai, del lago Lop Nur, del Bostang e del lago Balkash (Kazakistan). I domini effettivi dell'impero arrivavano fino alla Sogdiana, ma alcune spedizioni esplorative giunsero fino al Golfo Persico, che, ultimo in ordine di tempo, divenne idealmente il Mare dell'Ovest, anche se i domini cinesi non si spinsero mai così in là (se escludiamo l'Impero mongolo).
Gli antichi scrittori e poeti cinesi hanno fatto spesso riferimento ai Quattro Mari. Jia Yi, in un saggio che riassume il crollo della dinastia Qin, scrisse che se l'impero Qin aveva avuto successo nel "conquistare ogni cosa all'interno dei Quattro Mari e inghiottire tutto in ognuna delle Otto Direzioni", tuttavia il suo sovrano "mancava di umanità a giustizia, poiché mantenere il potere è fondamentalmente diverso dall'arraffarlo". La metafora è riportata anche nell'adagio cinese "siamo tutti fratelli dei Quattro Mari", dal significato utopico. Inoltre, il testo di una canzone popolare della dinastia Han recita: "all'interno dei Quattro Mari siamo tutti fratelli e nessuno verrà preso per uno straniero".